# Taraxacum brachyrhynchum
Taraxacum brachyrhyncum — вид трав'янистих рослин родини Айстрові (Asteraceae), ендемік Ян-Маєну. Усі Taraxaca на Ян-Маєні належать секції Spectabilia.

## Опис
Плоди жовті або сірі, 4 мм, дзьоб 7 мм. Рослина мала, досить кремезна, ≈ 10 см заввишки. Листки довгі, майже однаковою ширини, з численними короткими лопатями й короткими широкими крилами черешків. Квіткові голови світлі, стовпчики приймочок жовті, пиляки без пилку. Сім'янки яскраво-жовті з дуже короткими вістрями.

## Поширення
Ендемік Ян-Маєну, рідкісний вид.